# Новоселово (Колпашевський район)
Новосе́лово (рос. Новосёлово) — село у складі Колпашевського району Томської області, Росія. Адміністративний центр Новоселовського сільського поселення.

## Населення
Населення — 790 осіб (2010; 942 у 2002).
Національний склад (станом на 2002 рік):
- росіяни — 91 %